# Wybo Veldman
Gerard Wybo Veldman (Padang, 21 ottobre 1946) è un ex canottiere neozelandese.

## Palmarès

### Olimpiadi
- 1 medaglia:
  - 1 oro (Monaco di Baviera 1972 nell'otto)

### Mondiali
- 1 medaglia:
  - 1 bronzo (St. Catharines 1970 nell'otto)

### Europei
- 2 medaglie:
  - 1 oro (Copenaghen 1971 nell'otto)
  - 1 argento (Mosca 1973 nel due senza)